# ویتو اورتلی
ویتو اورتلی (ایتالیایی: Vito Ortelli; ۵ ژوئیهٔ ۱۹۲۱ – ۲۴ فوریهٔ ۲۰۱۷) دوچرخه‌سوار اهل ایتالیا بود.